# Verdigre
Verdigre é uma vila localizada no estado americano de Nebraska, no Condado de Knox.

## Demografia
Segundo o censo americano de 2000, a sua população era de 519 habitantes.
Em 2006, foi estimada uma população de 482, um decréscimo de 37 (-7.1%).

## Geografia
De acordo com o United States Census Bureau, a localidade tem uma área de 1,4 km², sem área coberta por água. Verdigre localiza-se a aproximadamente 413 m acima do nível do mar.

## Localidades na vizinhança
O diagrama seguinte representa as localidades num raio de 20 km ao redor de Verdigre.